# Xianfeng (köpinghuvudort i Kina, Jiangsu Sheng, lat 32,01, long 120,98)
Xianfeng är en köpinghuvudort i Kina. Den ligger i provinsen Jiangsu, i den östra delen av landet, omkring 210 kilometer öster om provinshuvudstaden Nanjing. Antalet invånare är 52 551. Befolkningen består av 27 238 kvinnor och 25 313 män. Barn under 15 år utgör 10,0 %, vuxna 15-64 år 74 %, och äldre över 65 år 14,0 %.
Runt Xianfeng är det tätbefolkat, med 683 invånare per kvadratkilometer. Närmaste större samhälle är Nantong, 10,1 km väster om Xianfeng. Trakten runt Xianfeng består till största delen av jordbruksmark.
Genomsnittlig årsnederbörd är 1 510 millimeter. Den regnigaste månaden är augusti, med i genomsnitt 205 mm nederbörd, och den torraste är januari, med 45 mm nederbörd.